# Izjum
Izjum (ukrajinsky Ізюм, rusky Изюм) je město v Charkovské oblasti na Ukrajině. Leží na řece Severní Doněc zhruba 138 kilometrů na jihovýchod od Charkova, hlavního města oblasti. Po administrativně-teritoriální reformě v červenci 2020 patří do Izjumského rajónu, do té doby byl Izjum jako město oblastního významu spravován samostatně. V roce 2012 ve městě žilo 51 606 obyvatel, v roce 2022 to bylo přibližně 44 979 obyvatel.
Přes Izjum vede Evropská silnice E40.

## Geografie
Izjum se nachází ve vzdálenosti 138 km od Charkova na obou březích řeky Severní Doněc, na soutoku řek Vlhký Izjumec a Suchý Izjumec. K městu patří osady Kamenka, Pimonovka, Doněckoje, Dibrova, Kapitolovka, Babenkovo.
Rozloha lesů v okolí města je asi 60 000 hektarů, z toho 430 hektarů ve městě a ve vzdálenosti 9 km se nachází jedna z největších přehrad na východě Ukrajiny, Oskolská přehrada.

## Etymologie
Podle první hypotézy pochází název města ze zkomolení polovského slova uzum, což znamená hrozny, které se v okolí pěstovaly i v nejstarších dobách. Tato teorie je potvrzena i starým jménem osady Uzjum. Podle jiné hypotézy je odvozen z názvů řeky Izyumec a významného středověkého brodu Izyumfurt, který ležel na strategicky důležité spojnici mezi Moskvou a Krymem.
Podle třetí teorie měl být název odvozen z tatarského slova guzun, což znamená přechod nebo brod.

## Historie
Izjum je nedílnou součástí oblasti, která se v historické literatuře nazývá Slobodská Ukrajina. Příznivá přírodní a geografická poloha učinila z Izjumu místo, kde se již od raného středověku odehrávaly události, které sehrály důležitou roli v historii regionu.
V 11.-12. století se v hranicích moderního města odehrávaly bitvy mezi staroruskými knížaty a kočovnými Polovci, jejichž popisy se dochovaly ve středověkých kronikách. Poblíž Izjumu na řece Salnici dne 7. března 1111 porazila armáda sedmi ruských knížat pod vedením Vladimíra II. Monomacha armádu Polovců.
Zmínka z roku 1571 o ruské strážní hlídce u brodu přes Severní Doněc je nejstarší písemnou zprávou o existenci Izjumu. K roku 1637 o zdejším osídlení svědčí připomínka jedné mohyly. Oficiálním datem založení města je rok 1681, kdy car Fjodor III. Alexejevič vydal nařízení o stavbě města s pevností a hliněným valem. V 17. a 18. století bylo město základnou kozáckého pluku na opevněné „Linii Izjum“ proti Krymským Tatarům.
Roku 1780 Izjum dostal status města a roku 1785 se stal správním centrem stejnojmenného újezdu v Charkovské gubernii. V letech 1809—1823 byl postaven Nikolajevský chrám. Roku 1916 zde byla otevřena první sklárna na výrobu optického skla v Ruském impériu, jejíž výroba trvala až do bankrotu v roce 2010. Město v roce 1917 mělo osmnáct tisíc obyvatel, v roce 1959 již dvojnásobek.
Za obou světových válek i za války občanské se město pro svou strategickou polohu stalo několikrát bojištěm. Za druhé světové války tudy frontová linie prošla poprvé koncem roku 1941. Nacistická vojska město obsadila po bitvě u Charkova 23. června 1942, a opustila po úporných bojích v Barbenském kotli 23.-24. června 1943.

## Ruská agrese 2022

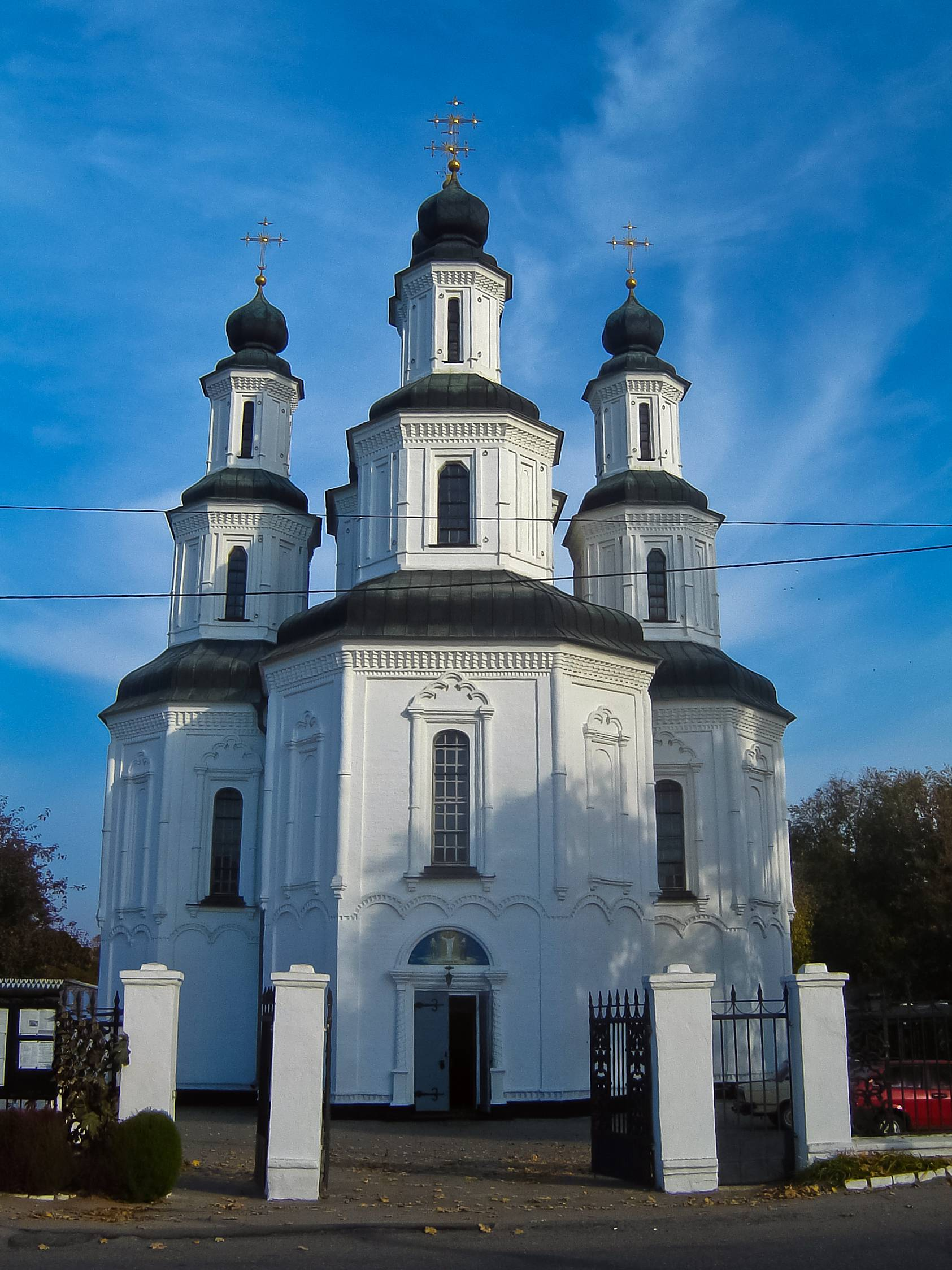
Chrám Krista Spasitele

Po ruské invazi na Ukrajinu v roce 2022 bylo město dlouhé týdny dějištěm těžkých bojů. Místostarosta hovořil o záměrném zničení města. Na konci března 2022 byl Izjum dobyt ruskými silami. Britský Guardian zaznamenal výpověď zdejší ukrajinské rodiny o honech na civilisty, rabování a únosech. Na začátku září zahájily ukrajinské ozbrojené síly v Charkovské oblasti protiútok a k 9. září postoupily na okraj Izjumu. Ruské jednotky se z města podle ministerstva obrany stáhly a 10. září 2022 bylo město osvobozeno. Po osvobození byl v blízkosti objeven hromadný hrob obsahující pozůstatky nejméně 440 obětí okupace.

## Hospodářství
Město je průmyslové, má strojírenský závod, továrnu na nábytek, potravinářské závody a tradiční pivovar, založený v 19. století.

## Památky
- Katedrála Nanebevstoupení Páně (Vozněsenskij sobor) – založen roku 1754, současná stavba z let 1826 a pozdější; známá svým obrazem Pesčanské Matky Boží Divotvůrkyně
- Chrám Krista Spasitele (Преображенський собор/Spaso-Preobraženskij sobor) – byl postaven v letech 1682–1684, je příkladem ukrajinského baroka; roku 1866 byl zasvěcen také sv. Dmitriji Soluňskému, proroku Iljovi a svaté Anně, po roce 1930 byl chrám uzavřen a proměněn na skladiště, barokní ikonostas s dřevořezbami z poloviny 18. století byl zničen.
- Chrám Povýšení Sv. Kříže - roku 1719 založen dřevěný, roku 1747 vyhořel, 1821 postavena nynější kamenná stavba, zvonice roku 1943 poškozená; od r. 1950 prodejna nábytku, po roce 1991 opět vysvěcen